# Katharine Stewart-Murray
Katharine Stewart-Murray, duquesa de Atholl (Edimburgo, 6 de noviembre de 1874-ibídem, 21 de octubre de 1960) fue una aristócrata y política británica.
Se educó en Wimbledon. En 1899 se casó con el marqués de Tullibardine, que fue nombrado duque de Atholl en 1917.
Entró en política y consiguió obtener un escaño en el Parlamento británico en 1923  por Kinross y Perthshire Occidental, puesto que mantuvo hasta 1938. Fue secretaria parlamentaria del Departamento de Educación entre 1924 y 1929. Fue la primera mujer con un cargo ministerial en un gobierno conservador británico.
Durante la Guerra Civil Española se declaró enemiga del bando franquista. Visitó España en 1937 y en 1938 renunció a su puesto parlamentario como protesta por la política de no intervención del gobierno de su país. Por ello fue llamada en ocasiones “la Duquesa Roja”. Durante el conflicto consiguió que cuatro mil niños obtuvieran refugio en el Reino Unido.
La renuncia a su escaño forzó  una elección anticipada que perdería por poco más de mil votos. Contó con el apoyo de Winston Churchill, aunque este no apareció en sus actos de campaña, y de Sylvia Pankhurst, aunque Stewart-Murray se había opuesto en sus primeros años al sufragismo. Muy importante en su derrota fue una carta de apoyo de Stalin, que fue aprovechada por sus oponentes.
A pesar de lo que afirmaron sus críticos, Stewart-Murray no era una acérrima izquierdista. Así en 1930 publicó The Conscription of a People, que atacaba el sistema soviético.
Tras la pérdida de esta elección parcial, no volvió a presentarse más al Parlamento. Inició una campaña contra Hitler, de quien había leído la traducción inglesa del Mein Kampf, publicada en 1933 –ella misma encargaría una nueva traducción más precisa en 1938- aunque en aquel momento sus críticas no tuvieron suficiente acogida.
Después de la Segunda Guerra Mundial manifestó de nuevo su anticomunismo, llegando a la vicepresidencia de la asociación Rusia Libre y ayudando en el socorro a los huidos de Europa Central.
En 1958 publicó su autobiografía Working Partnership. Con sus experiencias en España, publicó Searchlight on Spain, en 1938.